# Weezer (The Teal Album)
Weezer, també conegut com The Teal Album (en català, l'àlbum turquesa) és el dotzè àlbum d'estudi de la banda estatunidenca de rock alternatiu Weezer. Es va publicar digitalment el 24 de gener de 2019 per Atlantic Records i Crush Music, i físicament el 8 de març del mateix any. Aquest fou el cinquè àlbum epònim de la banda amb la diferència que aquest està compost per versions de cançons.

## Producció
Una campanya a Internet de engegada per seguidors de Weezer volia que la banda versionés la cançó «Africa» de la banda Toto. Weezer va llançar inicialment una versió de «Rosanna», una altra cançó de Toto, com una broma a la campanya, però finalment van publicar la versió de «Africa» al maig de 2018. Aquesta versió va arribar al número 1 de la llista de música alternativa de la Billboard. L'àlbum es va publicar sense promoció ni publicitat de forma inesperada, si bé moltes de les versions que presenta ja les havien interpretat en diversos concerts. El llançament digital es va produir el 24 de gener de 2019 mentre que el llançament físic es va produir el 8 de març del mateix any. Les cent primeres edicions venudes anaven acompanyades d'una cartera que portava un bitllet d'un dòlar signat pels membres de la banda. Pocs dies després van realitzar una altra promoció acompanyada d'un cub de Rubik.
Entre les versions s'hi pot trobar «No Scrubs», original de TLC, de la qual la seva cantant Rozonda "Chilli" Thomas va assenyalar que era molt bona i s'oferia per una actuació conjunta. Weezer va participar en el festival Coachella, celebrat a l'abril, i va comptar amb la col·laboració de Thomas per interpretar «No Scrubs», i de la banda Tears for Fears per «Everybody Wants to Rule the World».
L'àlbum va arribar al cinquè lloc de la llista Billboard 200 en la segona setmana de la seva publicació. En la resta del món no va tenir gaire recorregut en les respectives llistes.

## Llista de cançons
| Núm.          | Títol                               | Composició                                                                         | Artista original         | Durada |
| ------------- | ----------------------------------- | ---------------------------------------------------------------------------------- | ------------------------ | ------ |
| 1.            | «Africa»                            | David Paich Jeff Porcaro                                                           | Toto                     | 3:58   |
| 2.            | «Everybody Wants to Rule the World» | Roland Orzabal Ian Stanley Chris Hughes                                            | Tears for Fears          | 4:04   |
| 3.            | «Sweet Dreams (Are Made of This)»   | Annie Lennox David A. Stewart                                                      | Eurythmics               | 3:34   |
| 4.            | «Take On Me»                        | Magne Furuholmen Morten Harket Pål Waaktaar                                        | A-ha                     | 3:43   |
| 5.            | «Happy Together»                    | Alan Gordon Garry Bonner                                                           | The Turtles              | 2:25   |
| 6.            | «Paranoid»                          | Geezer Butler Tony Iommi Ozzy Osbourne Bill Ward                                   | Black Sabbath            | 2:44   |
| 7.            | «Mr. Blue Sky»                      | Jeff Lynne                                                                         | Electric Light Orchestra | 4:46   |
| 8.            | «No Scrubs»                         | Kevin "She'kspere" Briggs Kandi Burruss Tameka "Tiny" Cottle Lisa "Left Eye" Lopes | TLC                      | 3:10   |
| 9.            | «Billie Jean»                       | Michael Jackson                                                                    | Michael Jackson          | 4:54   |
| 10.           | «Stand by Me»                       | Ben E. King Jerry Leiber Mike Stoller                                              | Ben E. King              | 3:00   |
| Durada total: | Durada total:                       | Durada total:                                                                      | Durada total:            | 36:18  |

## Posicions en llista
| Llista (2019) | Posició |
| ------------- | ------- |
| Austràlia     | 49      |
| Canadà        | 48      |
| Estats Units  | 5       |
| Regne Unit    | 60      |

## Crèdits
- Brian Bell – guitarra rítmica, veus addicionals, cantant a «Paranoid», teclats
- Rivers Cuomo – cantant excepte a «Paranoid», veus addicionals, guitarra principal, piano, teclats
- Scott Shriner – baix, veus addicionals
- Patrick Wilson – bateria, percussió, veus addicionals, producció